# Capra alpină
Capra alpină (Capra ibex) este o specie de capră sălbatică ce trăiește în Munții Alpi. Rudele sale apropiate sunt Capra siberiană și Capra nubiană.

## Habitat
Fiind o excelentă cățărătoare, habitatul său este hotarul dintre regiunea stâncoasă a munților Alpi și regiunea pădurilor alpine. Zona pe care o ocupă este teren abrupt, accidentat, la altitudini de până la 3200 m.

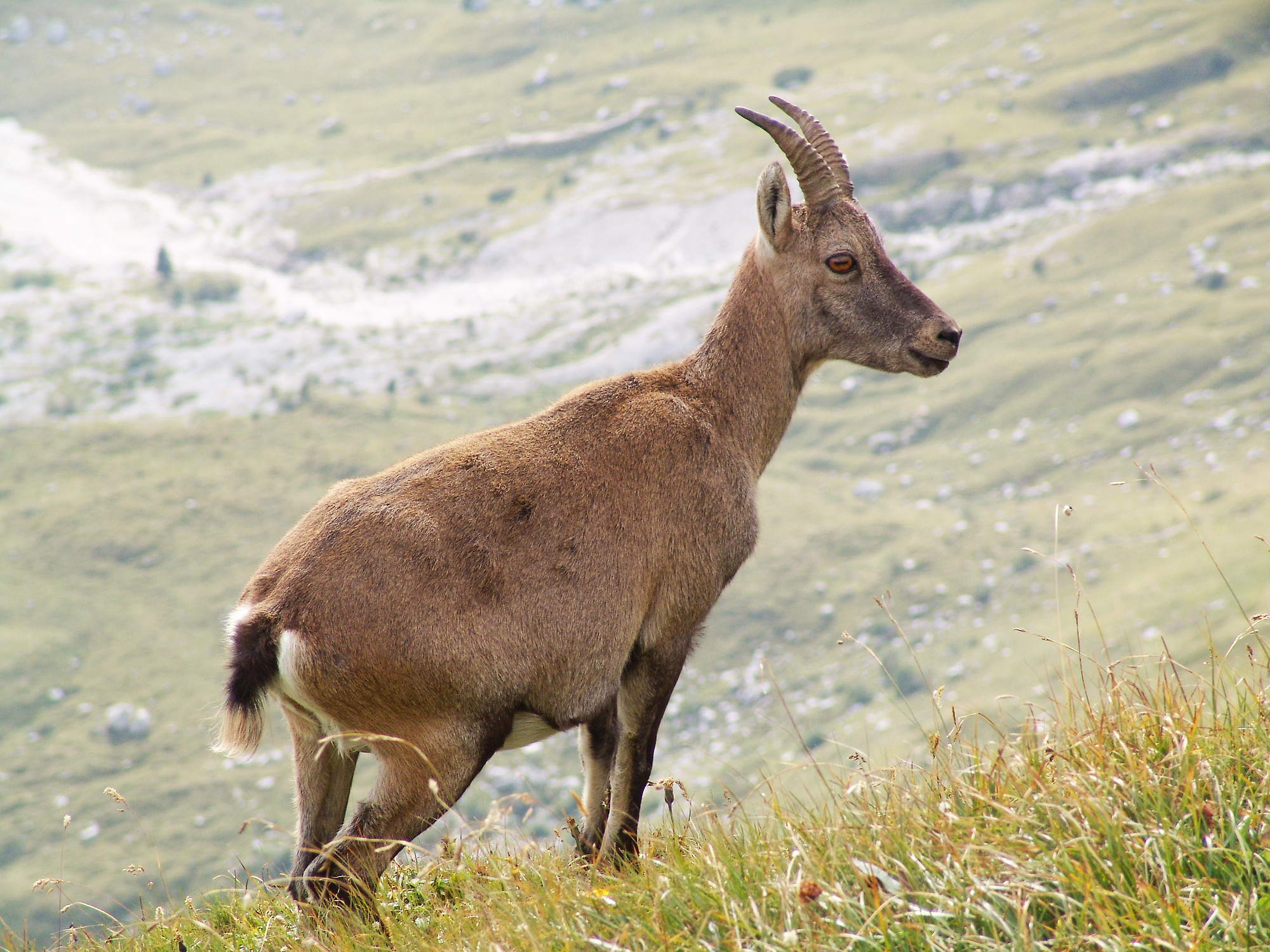
Femela

## Aspect
Capra alpină are constituția specifică speciilor de capre, părul este cenușiu-brun, cu o nuanță de negru, coada este scurtă și lată, urechile sunt mici, orificiile nazale sunt puțin înclinate. Talia măsoară între 80 și 100 cm, lungimea corpului între 130 și 160 cm, masculii au greutatea corporală cuprinsă între 75 și 120 kilograme, iar femelele cântăresc aproximativ 50 kilograme. Degetele membrelor anterioare și posterioare sunt acoperite cu ongloane. Mobilitatea lor le ușurează caprelor cățărarea pe stânci.
Coarnele ambelor sexe sunt încovoiate și inelate, dar ale femelelor sunt mai scurte. Coarnele masculilor pot atinge și lungimi de un metru și pe măsură ce aceștia înaintează în vârstă devin mai groase și mai inelate. 
Masculul, la fel ca la alte specii de capre, emană un miros puternic de "țap".

## Mod de hrănire
Capra alpină este un animal în exclusivitate erbivor. Se hrănește cu ierburi, plante cu tulpina moale, lăstari de tufișuri și arbori. Se ridică uneori pe membrele posterioare pentru a ajunge la hrana aflată la înălțime - frunze și lăstari.

## Mod de viață
În afara perioadei de împerechere care durează din decembrie până la începutul lui ianuarie, masculii și femelele trăiesc în grupuri separate, femelele împreună cu puii. Caprele alpine colindă munții în căutarea hranei. Refugiul lor în caz de pericol sunt stâncile. Având auzul, vederea și mirosul foarte dezvoltate, sesizează din timp pericolul și încearcă să-l ocolească. Dacă totuși sunt atacate, își folosesc coarnele pentru a se apăra. Dușmanii lor naturali sunt vulturii, lupii, urșii, râșii, vulpile.

## Reproducere
În perioada de rut, masculii sunt dominați de instincte sexuale puternice. Între masculi au loc lupte puternice, dar de regulă nici unul nu suferă răni serioase, lupta constând în evidențierea masculului cel mai puternic, cu coarnele cele mai mari. Învingătorii își strâng în jurul lor mai multe femele. Deși maturitatea sexuală se atinge la vârsta de 2-4 ani, masculii trebuie să aștepte cel puțin 6 ani până când coarnele devin suficient de mari pentru a se lupta cu rivalii. După un interval de 165-170 de zile de la împerechere, femelele fată unul sau - destul de rar - doi pui. Aceștia trec repede la hrana solidă, dar rămân în grija mamei până în toamna anului viitor.

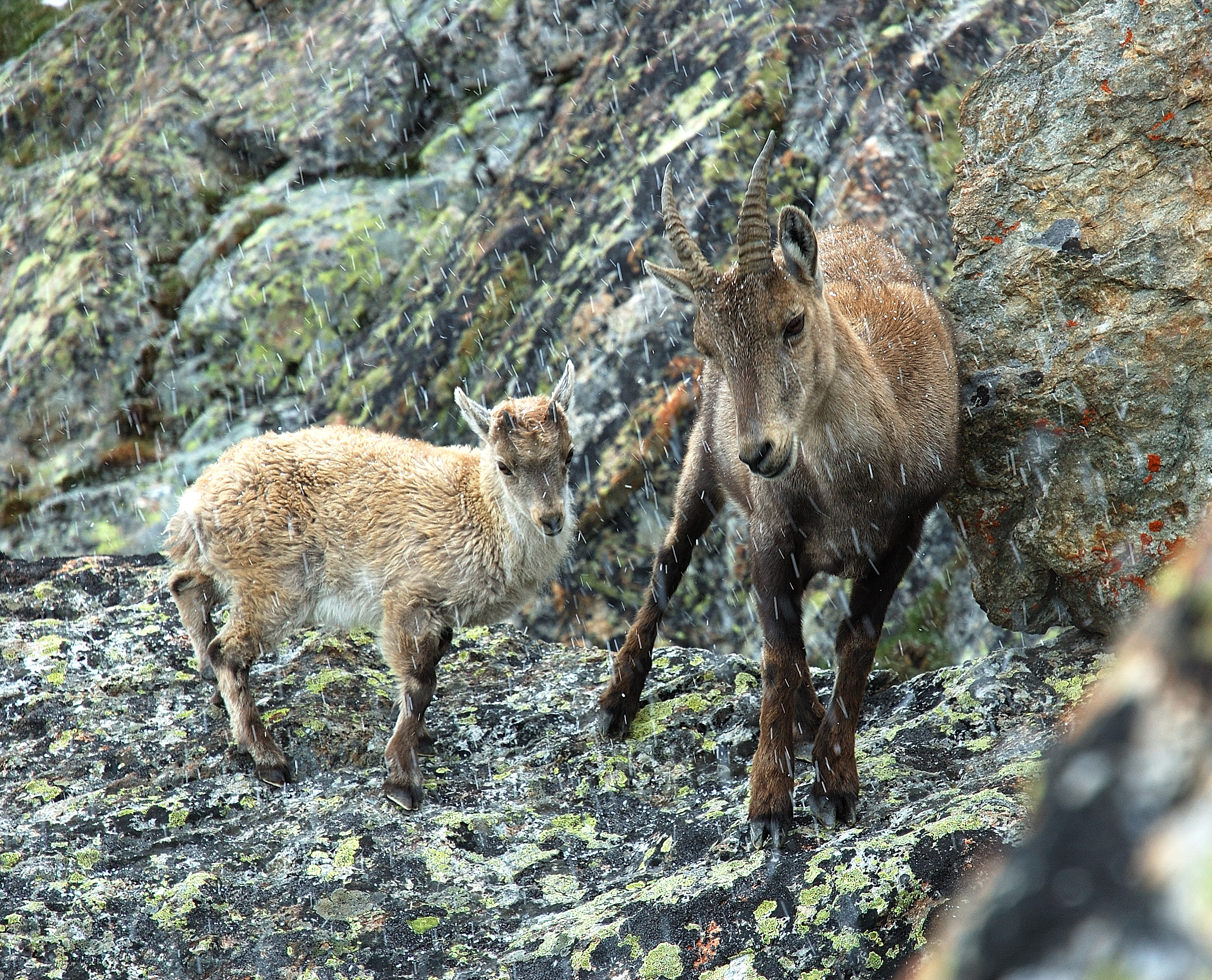
Capra alpină (femelă cu pui) în Valea Aostei

## Istoric
În urmă cu 100.000 de ani, capra alpină era întâlnită în toate regiunile stâncoase din Europa Centrală.
Capra alpină a fost vânată mult timp, fiind adusă aproape de extincție. În vremea romanilor era privită ca un animal mistic, unele părți ale corpului său erau considerate ca având puteri vindecătoare și erau folosite ca ingrediente pentru diverse poțiuni magice. La fel, în evul mediu, coarnele, transformate în pulbere, erau folosite ca remediu pentru impotență, sângele pentru combaterea calculilor renali, iar stomacul împotriva depresiei.
În anul 1856, regele Victor Emanuel al II-lea al Italiei a hotărât ca vânarea caprelor alpine să fie permisă doar membrilor familiei regale, creând în acest scop în Valea Aostei, rezervația Gran-Paradiso, protejată de paznici (devenită în 1922, Parcul Național Gran-Paradiso.
În anii 1990, se estima existența a cca 30.000 de exemplare, din care jumătate pe teritoriul Elveției, iar restul în Italia, Franța, Austria, Slovenia și Germania.

## Galerie de imagini

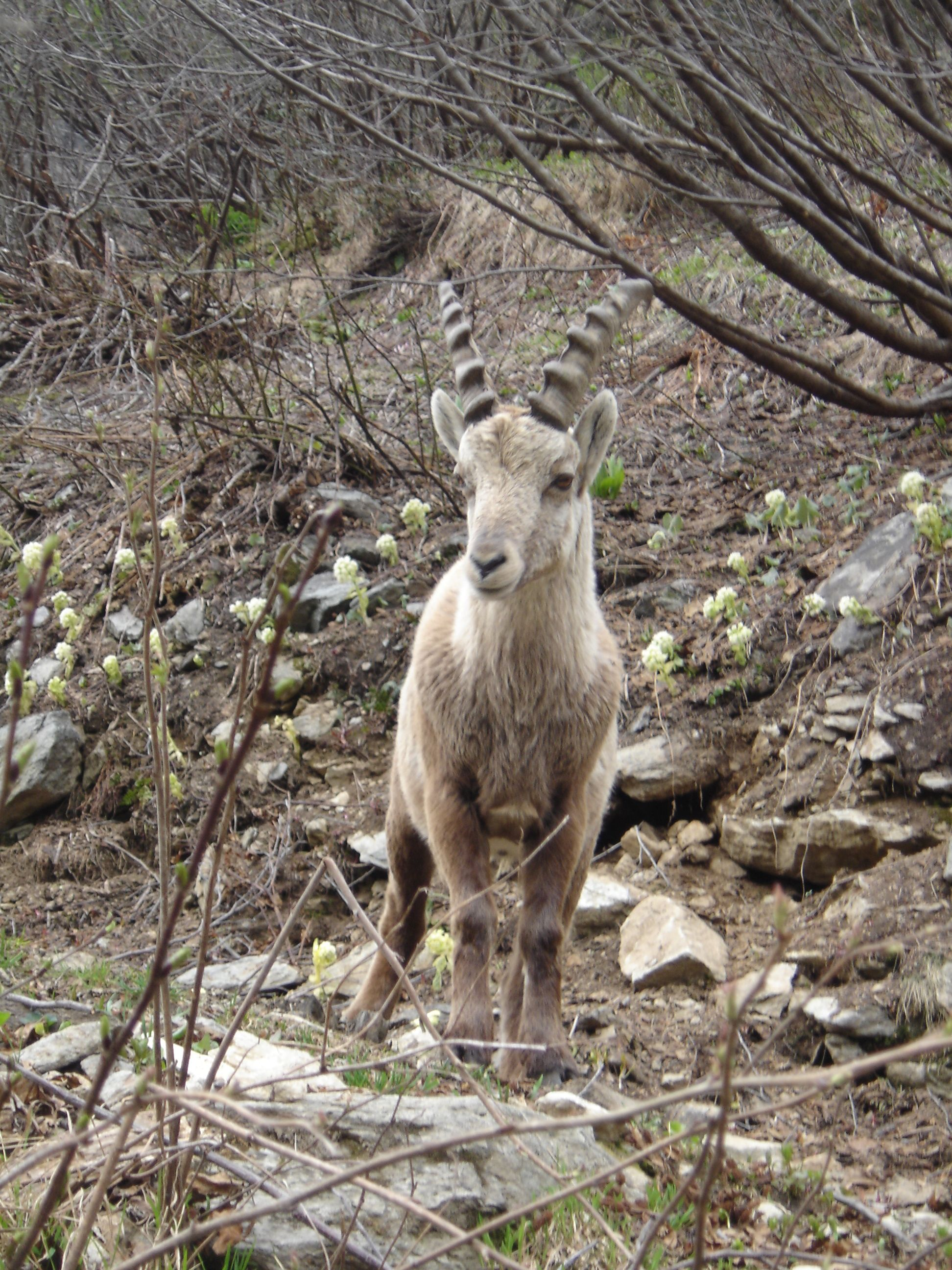
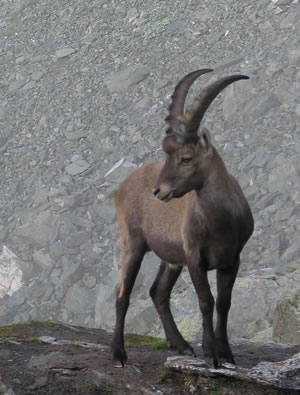
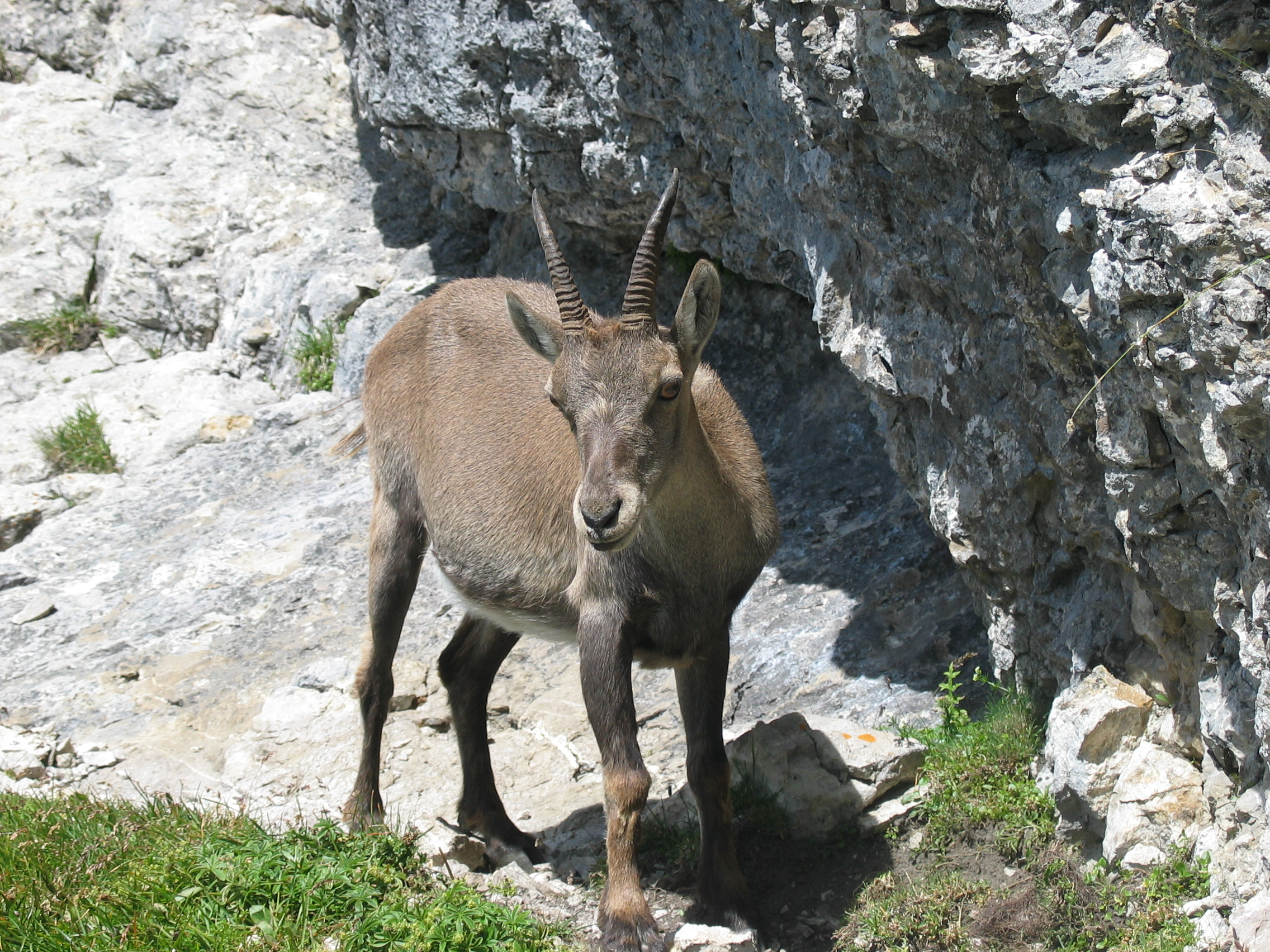
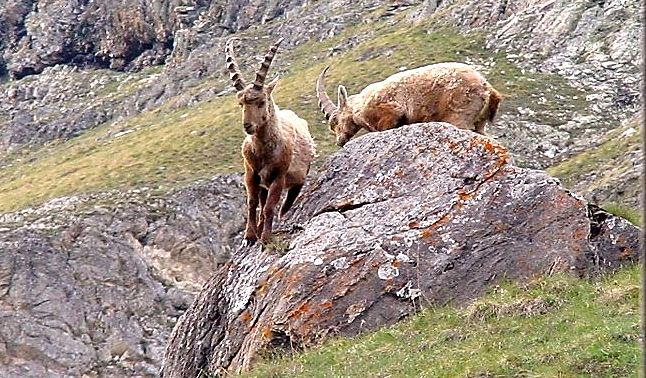
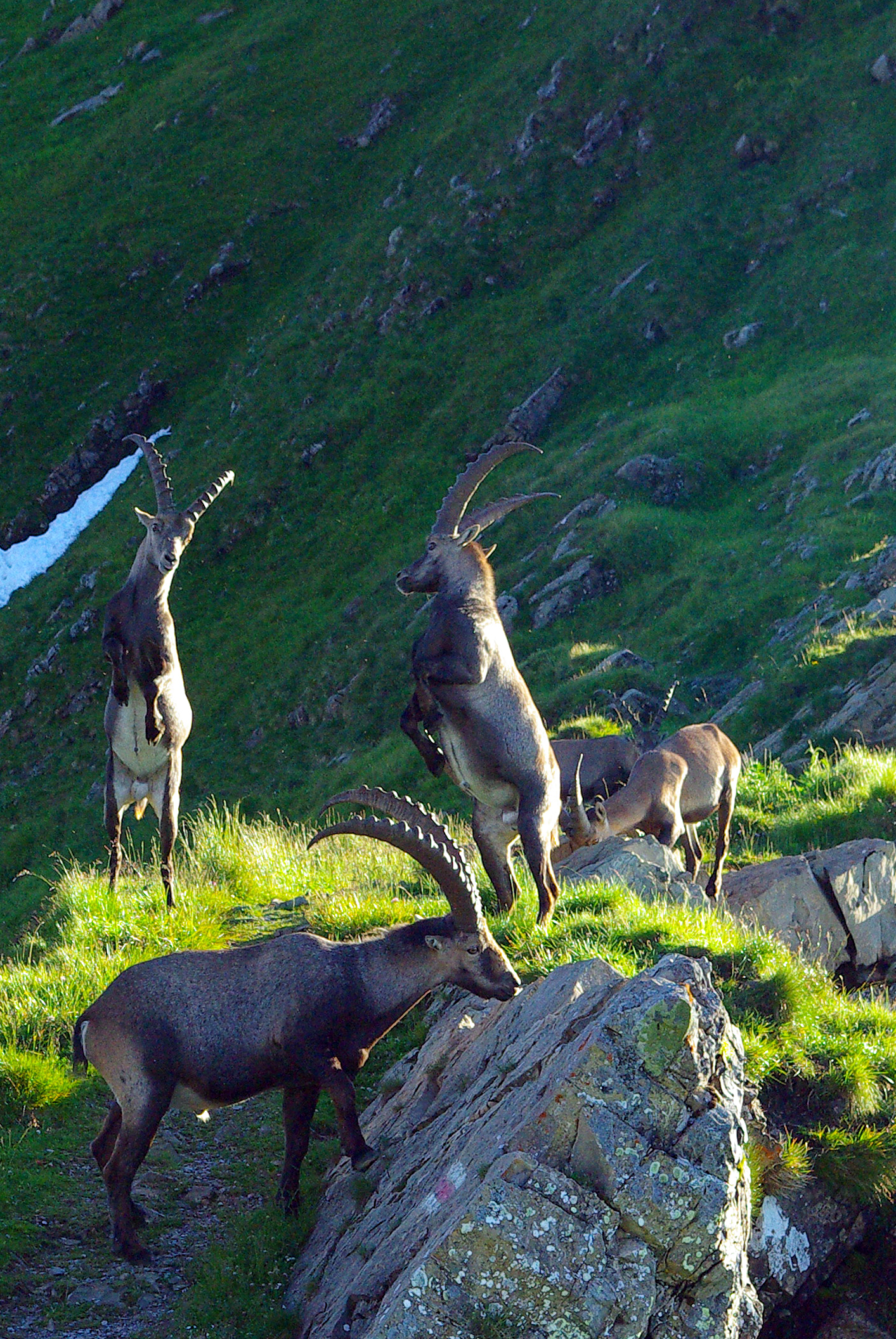
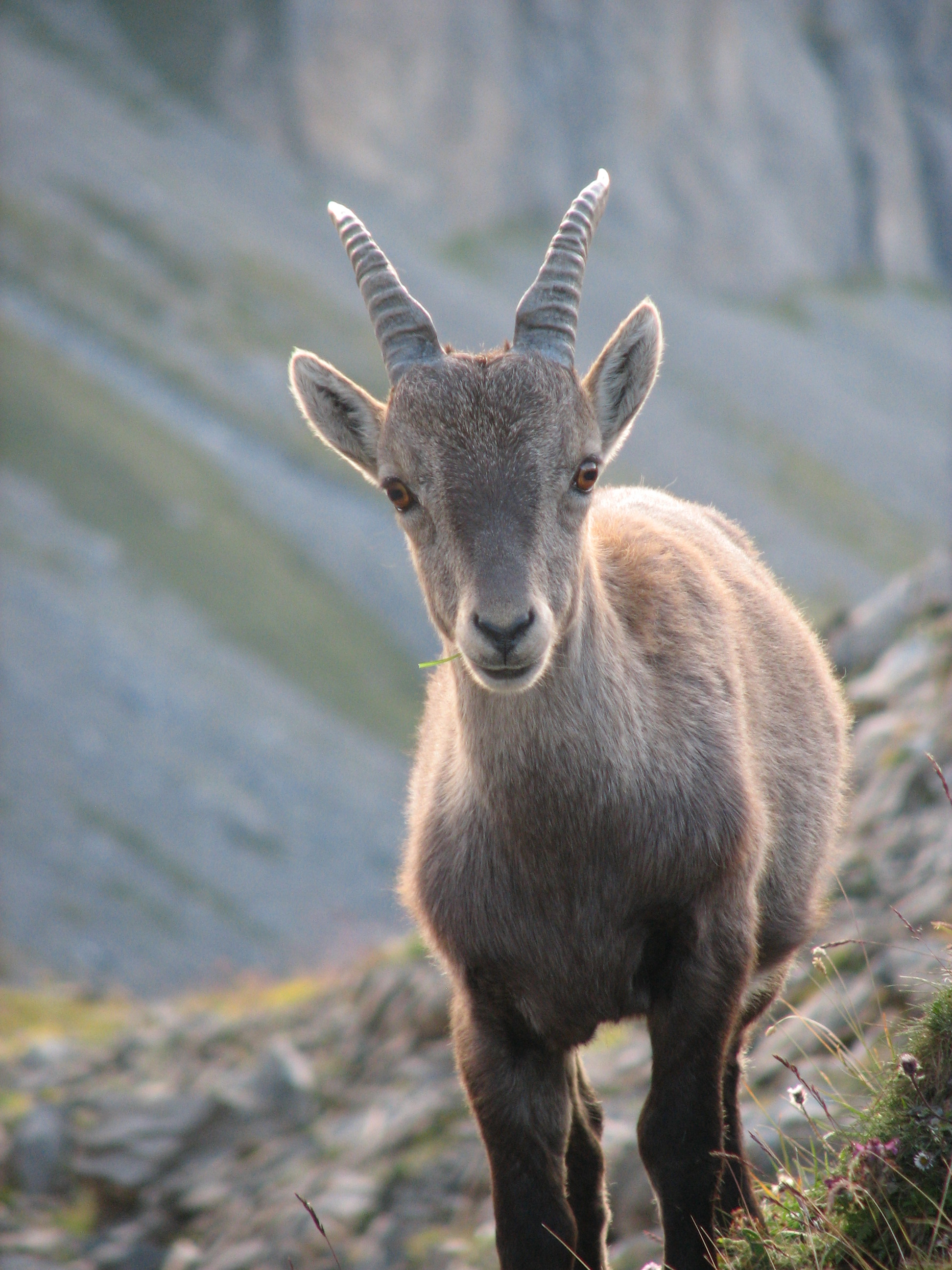
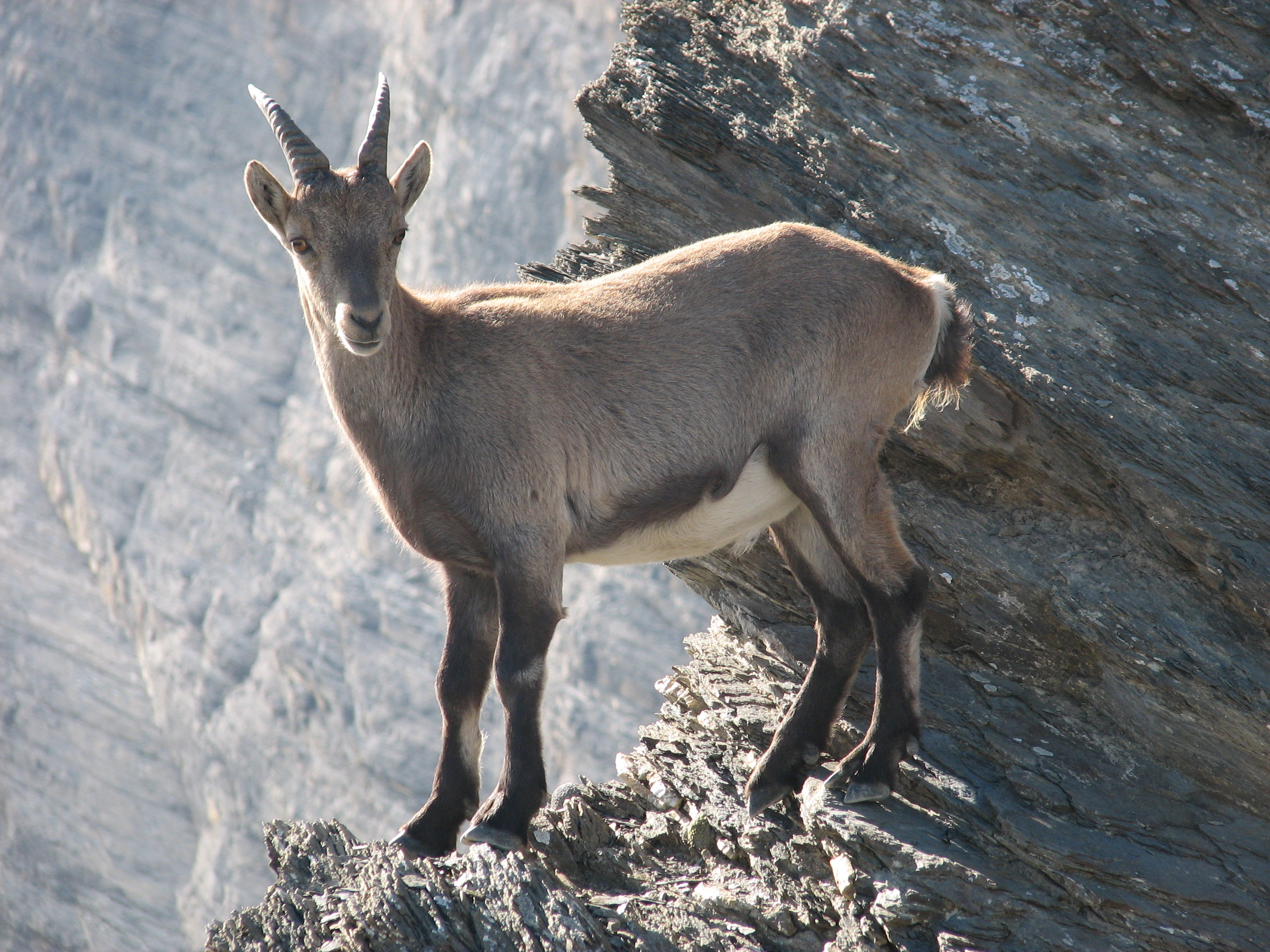
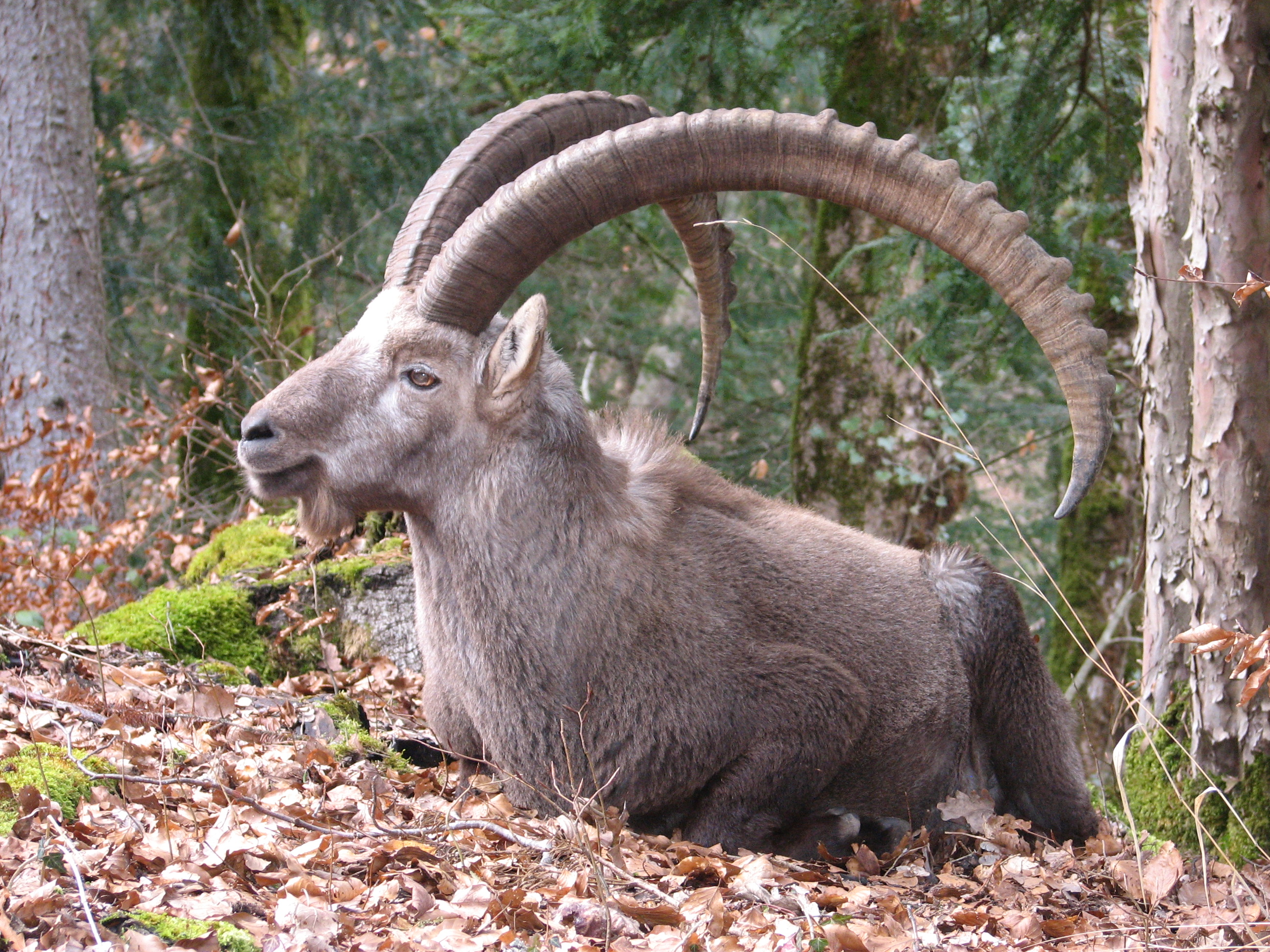
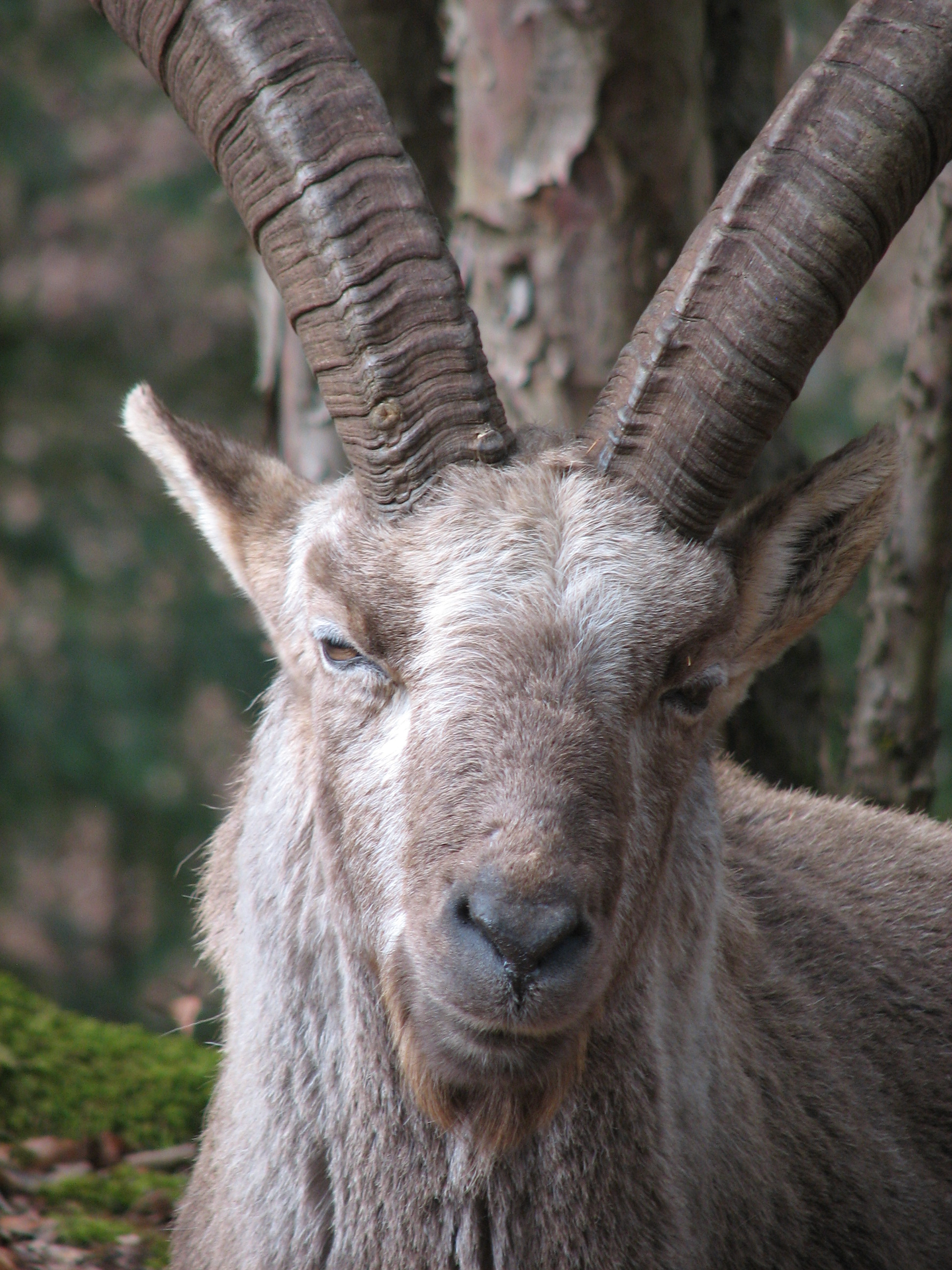
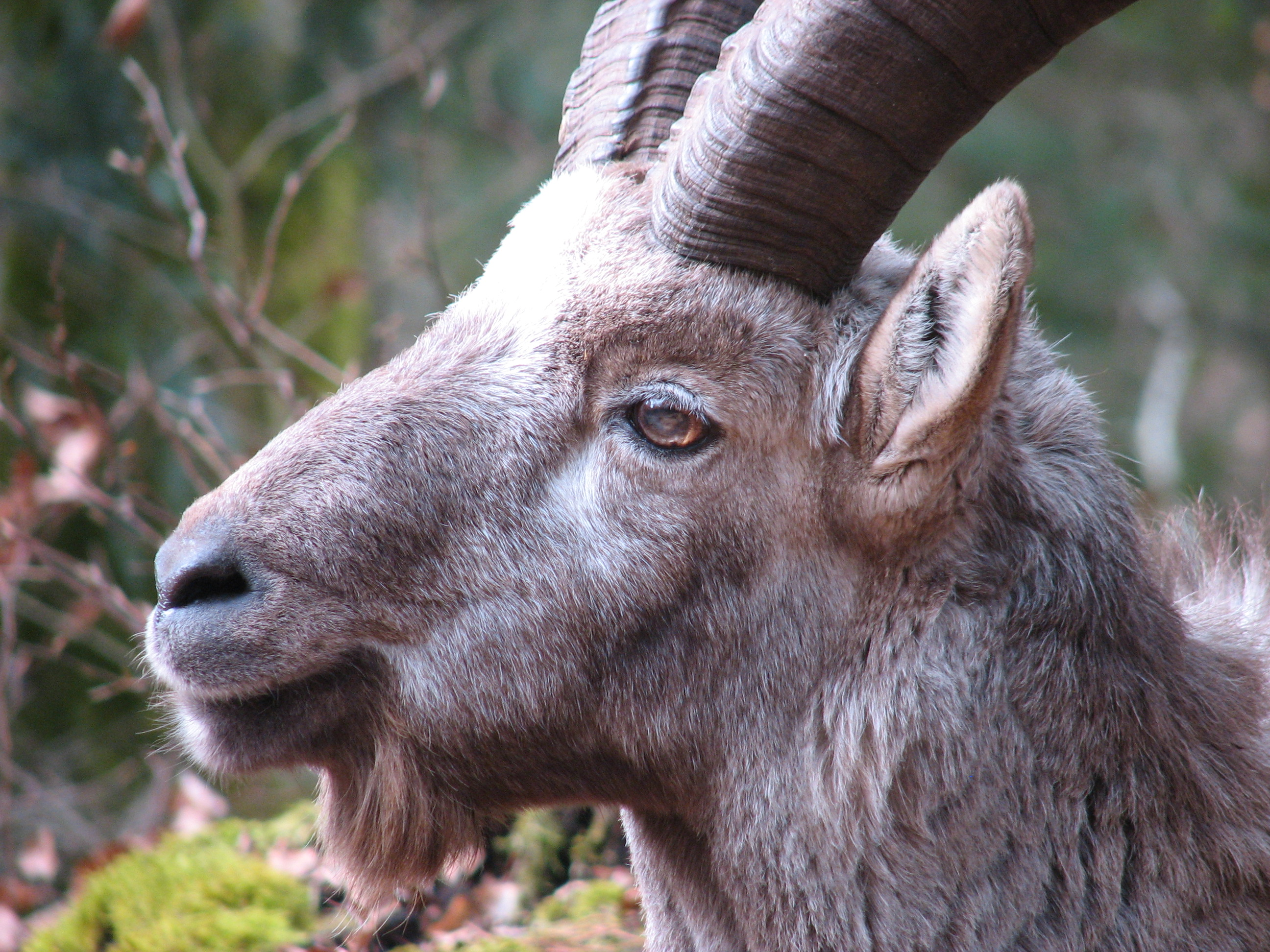
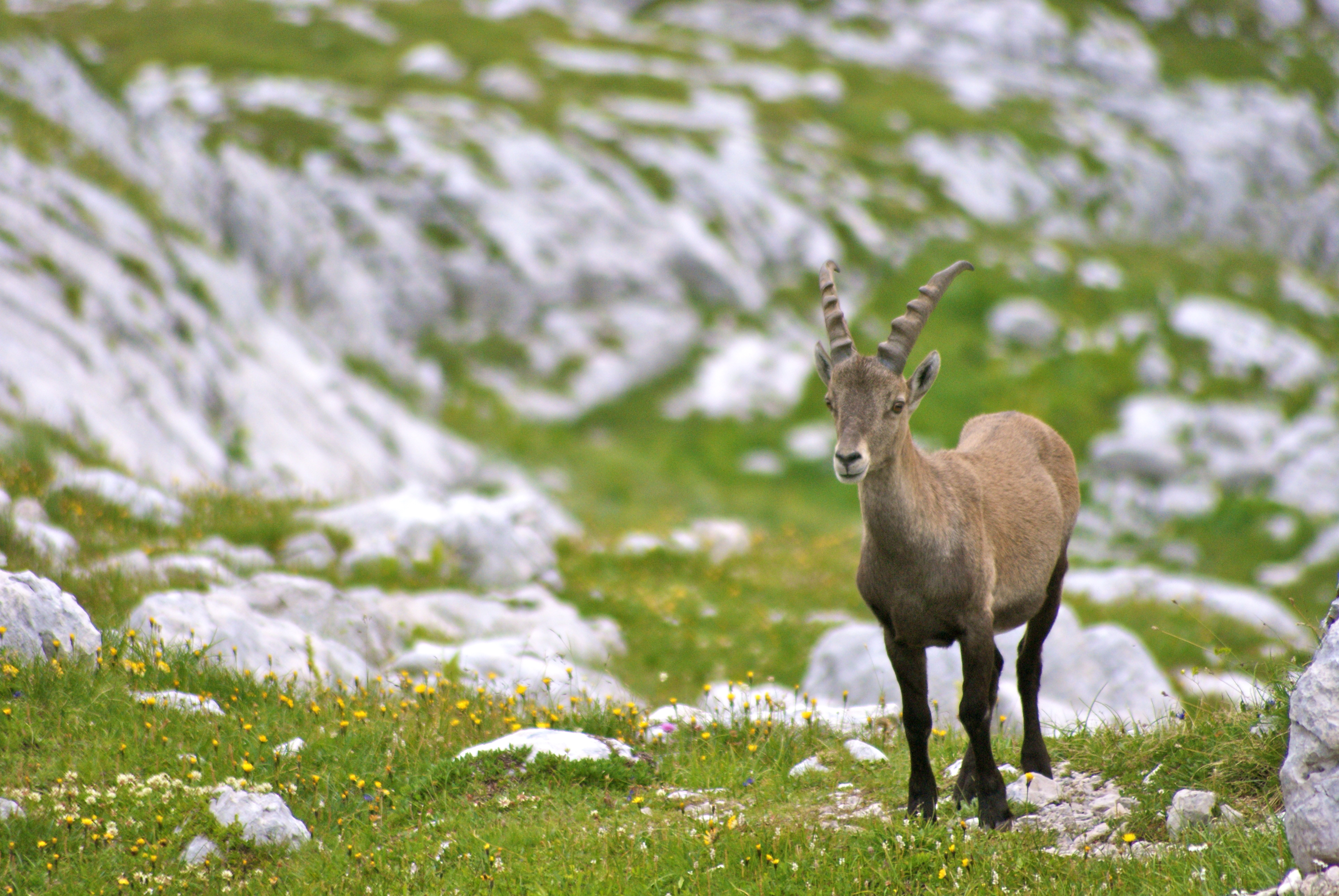